# كريستين لاد-فرانكلين
كريستين لاد-فرانكلين (بالإنجليزية: Christine Ladd-Franklin)‏ (من 1 ديسمبر 1847 حتى 5 مارس 1930)، عالمة نفس أمريكية ومنطقية وعالمة رياضيات.

## النشأة والتعليم
ولدت كريستين لاد، التي كانت تُعرف أحياناً باسمها المستعار «كيتي»، في 1 ديسمبر 1847 في وندسور، كونيتيكت، لوالدها التاجر إيليفيت لاد، ووالدتها أوغستا نايلز لاد. عاشت مع والديها وشقيقها الأصغر هنري (مواليد 1850) في مدينة نيويورك أثناء طفولتها المبكرة. في عام 1853، عادت العائلة إلى وندسور، كونيتيكت، حيث ولدت شقيقتها جين أوغستا لاد ماكورديا في العام التالي. تشير المراسلات العائلية إلى أن أوغستا وإحدى أخواتها كانتا من المؤيدين الأقوياء لحقوق المرأة. أخذت أوغستا نايلز لاد ابنتها كريستين -التي لم تكمل عامها الخامس بعد-  إلى محاضرة ألقتها إليزابيث أوكس سميث، وهي داعية معروفة لحقوق المرأة. بالإضافة إلى ذلك، كان والدها أستاذاً للدراسات العليا وداعماً لكريستين.
بعد وفاة والدتها في ربيع عام 1860 بسبب الالتهاب الرئوي، ذهبت لاد للعيش مع جدتها من جهة والدها في بورتسموث، نيو هامبشير، حيث التحقت بالمدرسة. تزوج والد لاد في عام 1862 وأنجب من زوجته الجديدة أختًا غير شقيقة لكريستين لاد تُدعى كاثرين (ولدت في عام 1862) وأخ غير شقيق يُدعى جورج (ولد في عام 1867). كانت لاد طفلة صغيرة، وسعت إلى إيجاد «وسيلة لمواصلة تعليمها بعد المدرسة الثانوية». تحقّقت رغبة لاد عندما ألحقها والدها في برنامج مدته سنتان في أكاديمية ويلشينغ المختلطة في ويلبراهام، ماساتشوستس؛ حيث أخذت نفس الدورات التي ساعدت الصبيان في تعزيز تعليمهم في جامعات مثل هارفارد.
تخرجت كريستين لاد من أكاديمية ويلشينغ في عام 1865، وأخذت قراراً بمتابعة التعليم في كلية فاسار. دعمت العائلة سعي لاد نحو التعليم.
التحقت لاد في خريف عام 1866 بكلية فاسار بعد حصولها على قرض مالي من عمتها. درست في فاسار حتى نهاية فصل الربيع فحسب بسبب مشاكل مالية. عملت لاد كمعلمة في مدرسة حكومية خلال الوقت الذي لم تكن تدرس فيه في الكلية، حتى سمحت لها مساعدة عمتها المالية بدخول فاسار مرة أخرى لتتخرج منها في عام 1869.
في الفترة التي درست فيها في فاسار، بدأت لاد العمل تحت إشراف أستاذة علم الفلك ماريا ميتشل، التي كانت مشهورة لكونها «أول امرأة تكتشف مذنباً جديداً باستخدام تلسكوب، في عام 1847» كانت ميتشل أيضاً ناشطة ومناضلة في مجال حق المرأة بالتصويت لإلهام النساء لاكتساب المزيد من الثقة بالنفس من أجل النجاح في المجالات التي يسيطر عليها الذكور خلال تلك الفترة من الزمن.
تمكنت لاد –بفضل توجيهات ميتشل- من النجاح، وتطور لديها حب لمجالات الفيزياء والرياضيات. لم تتمكن لاد من متابعة حبها الأول للفيزياء واختارت بدلاً من ذلك دراسة الرياضيات نظراً لعدم السماح للنساء في القرن التاسع عشر بالمشاركة في مختبرات الفيزياء التي يسيطر عليها الذكور. في وقت لاحق من حياتها، كانت لاد تفكر ملياً في نهاية الأمر في قرارها وتقول «لو لم يكن من المستحيل -في حالة النساء- الوصول إلى مرافق المختبرات في تلك الأيام لدرست الفيزياء».

## المسيرة المهنية المبكرة
درّست لاد العلوم والرياضيات للمرحلة الثانوية في واشنطن، بنسلفانيا، بعد تخرجها. خلال هذا الوقت، ساهمت لاد في سبع وسبعين معضلة من المعضلات الرياضية بالإضافة إلى حلولها في صحيفة «تايمز» التعليمية في لندن. ونشرت ست أوراق في مجلة «المحلّل: مجلة الرياضيات البحتة والتطبيقية» وثلاث أوراق في «المجلة الأمريكية للرياضيات».

## المساهمات الرئيسية والإنجازات
عملت لاد فرانكلين مع عالم النفس الألماني جورج إلياس مولر بعد مغادرتها هوبكنز، وأجرت أعمالًا تجريبية في مجال الرؤية. على الرغم من اعتبار مشاركة المرأة في الأوساط الأكاديمية والمختبرات أمراً غير مرحب به، تمكنت من تأمين منصب لنفسها. تمكنت لاد فرانكلين أيضاً من العمل في مختبر هرمان فون هلمهولتز، حيث حضرت محاضراته حول نظرية رؤية اللون. طورت لاد فرانكلين نظريتها الخاصة برؤية اللون بعد حضور هذه المحاضرات. في عام 1929 نشرت «نظريات اللون واللون».

### نظرية لاد-فرانكلين عن الرؤية اللونية
تُعتبر نظرية رؤية اللون –القائمة على التطور-  واحدة من أهم المساهمات التي قدمتها لاد فرانكلين لعلم النفس. لاحظت لاد-فرانكلين أن بعض الحيوانات مصابة بعمى الألوان، وافترضت ظهور عمى الألوان في بداية التطور ثم ظهور رؤية اللون في وقت لاحق.
افترضت أيضًا أن العين البشرية تحمل بقايا من تطورها المبكر. لاحظت أن الجزء الأكثر تطوراً من العين هو النقرة، حيث تكون حدة البصر وحساسية الألوان في ذروتها، على الأقل في وضح النهار. افترضت لاد فرانكلين أن الرؤية المحيطية (التي توفرها الخلايا العصوية في الشبكية) كانت أكثر بدائية من الرؤية النقيرية (التي توفرها مخاريط الشبكية) لأن الرؤية الليلية واكتشاف الحركة أمران ضروريان للبقاء على قيد الحياة».

### مراحل رؤية اللون
خلصت لاد-فرانكلين إلى أن رؤية اللون تطورت على ثلاث مراحل: عمى الألوان (اللون الأسود واللون الأبيض) ثم حساسية اللون الأزرق والأصفر ثم حساسية اللون الأحمر والأخضر. نظراً إلى أن حساسية اللون الأحمر والأخضر كانت الأخيرة في عملية التطور، فهي تفسر سبب معاناة العديد من الأشخاص من عمى اللونين الأحمر والأخضر. الأمر التالي الذي يؤثر على عدد صغير من السكان هو عمى اللون الأزرق والأصفر. يمكن تفسير سبب عدم تأثر غالبية الأشخاص بعمى اللونين الأسود والأبيض، بأن الرؤية بالأبيض والأسود كانت المرحلة الأولى من تطور رؤية اللون.

### الرياضيات والمنطق
كانت لاد فرانكلين أول امرأة تنشر ورقة في مجلة «المحلّل: مجلة الرياضيات البحتة والتطبيقية»؛ وكانت أيضاً أول امرأة تحصل على درجة الدكتوراه في الرياضيات والمنطق. استندت معظم منشوراتها على العمليات البصرية والمنطق. أثرت وجهات نظرها حول المنطق في منطق تشارلز س. بيرس، وأشاد بها بريور.

### المشاركة المهنية
كانت لاد فرانكلين من أوائل النساء اللائي قُلّدن مناصب في الجمعية الأمريكية للطب النفسي في ديسمبر عام 1893. قدمت لاد فرانكلين من عام 1894 حتى عام 1925 عشرة أوراق بحثية في اجتماعات الجمعية الأمريكية للطب النفسي.
كانت أيضاً إحدى أوائل النساء الأعضاء في جمعية البصريات الأمريكية في عام 1919. قدمت لاد ست أوراق ومعرضين خلال اجتماعات جمعية البصريات الأمريكية. كانت لاد عضواً بارزاً في حركة حقوق المرأة أيضاً.
كتب برتراند راسل في عام 1948 «تلقيت في إحدى المرات خطاباً من أحد المنطقيين البارزين، السيدة كريستين لاد-فرانكلين، قائلة إنها كانت مؤمنة بوحدة الأنا، وأنها فوجئَت بعدم وجود آخرين يشاركونها هذا الاعتقاد؛ فاجأني تفاجؤها».

## روابط خارجية
- كريستين لاد-فرانكلين على موقع الموسوعة البريطانية (الإنجليزية)